# Bashy

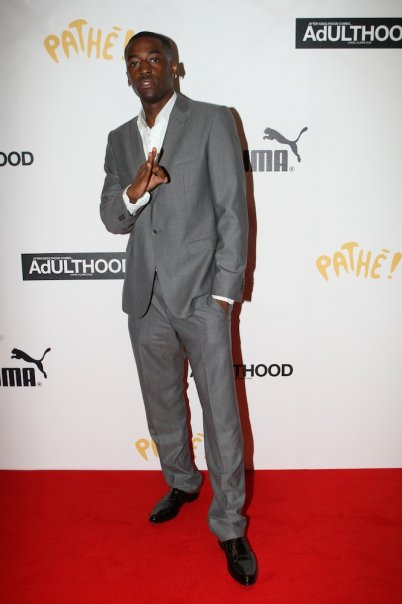
Bashy, 2008

Bashy (* 4. Februar 1985 in Chiswick, London; richtiger Name Ashley Thomas) ist ein englischer Grime-Rapper und Schauspieler.

## Biografie
Mitte der 2000er erlangte Bashy mit seinen Mixtapes in der Londoner Grime-Szene Bekanntheit. Seinen Durchbruch hatte er 2008 mit dem Stück Black Boys. Im selben Jahr folgte Kidulthood to Adulthood, das Titellied aus dem Film Adulthood von Noel Clarke. Es verfehlte knapp die Top 75 der UK-Charts.
Im Jahr darauf folgte sein Debütalbum Catch Me If You Can, mit dem er Platz 85 der Albumcharts erreichte. Mit seiner Single These Are the Songs, die im September 2013 veröffentlicht wurde, erreichte er Platz 87 der Singlecharts.
Bereits vor seinen musikalischen Erfolgen ist Bashy als Schauspieler tätig gewesen. Ab 2010 wirkte er in Filmen wie Shank, 4.3.2.1 und The Veteran mit.

## Diskografie
Album
- Catch Me If You Can (2009)

- Bewing poor is expensive (2024)

Singles
- Black Boys (2008)
- Kidulthood to Adulthood (2008)
- Who Wants to Be a Millionaire (2009)
- Your Wish Is My Command (2009)
- When the Sky Falls (2009)
- Fantasy EP (2010)
- Make My Day (versus Napt, 2010)
- These Are the Songs (2013)

## Filmografie (Auswahl)
- 2010: 4.3.2.1
- 2011: Black Mirror (Fernsehserie, Episode 1x02)
- 2012: Cockneys vs Zombies
- 2013, 2019: Top Boy
- 2018: Skin (Kurzfilm)
- 2022: Them (Fernsehserie, 10 Episoden)
- 2023: Black Cake (Fernsehserie, 8 Episoden)
- 2023: Große Erwartungen (Fernsehserie, 5 Episoden)